# 广西柳工机械
广西柳工机械股份有限公司（深交所：000528，简称柳工）始建于1958年，前身为从上海华东钢铁建筑厂部分搬迁到柳州而创建的“柳州工程机械厂”。公司总部位于广西壮族自治区柳州市。于1993年在深交所上市，是中国大陆工程机械类第一家上市公司，中国制造业500强企业。

## 研发
公司拥有企业技术中心，還建立了博士后工作站，2008年公司在印度投资建设第一个海外研发制造基地。
1966年研制了中国大陆第一台轮式装载机，之后研制了奠定中国装载机发展基础的Z450、中国第二代装载机代表ZL40B和ZL50C、中国最大吨位的装载机ZL100、中国第三代装载机代表ZL50G、世界第一台高原型装载机ZLG50G、中国第一台最低排放的装载机CLG856II、中国最大、世界第三的大型装载机CLG899III。高原型装载机ZLG50G获2004年国家科技进步奖二等奖。

## 生产
建立了9大制造基地，分别位于柳州、上海、天津、镇江、江阴、蚌埠等地。拥有工程机械主流产品线，包括轮式装载机、履带式液压挖掘机、路面机械（压路机、平地机、摊铺机、铣刨机等）、小型工程机械（滑移装载机、挖掘装载机等）、叉车、起重机、推土机、混凝土机械等。

## 品牌
柳工装载机市场占有率多年居大陆第一，2004年“柳工”牌装载机成为“中国名牌产品”。

## 产品

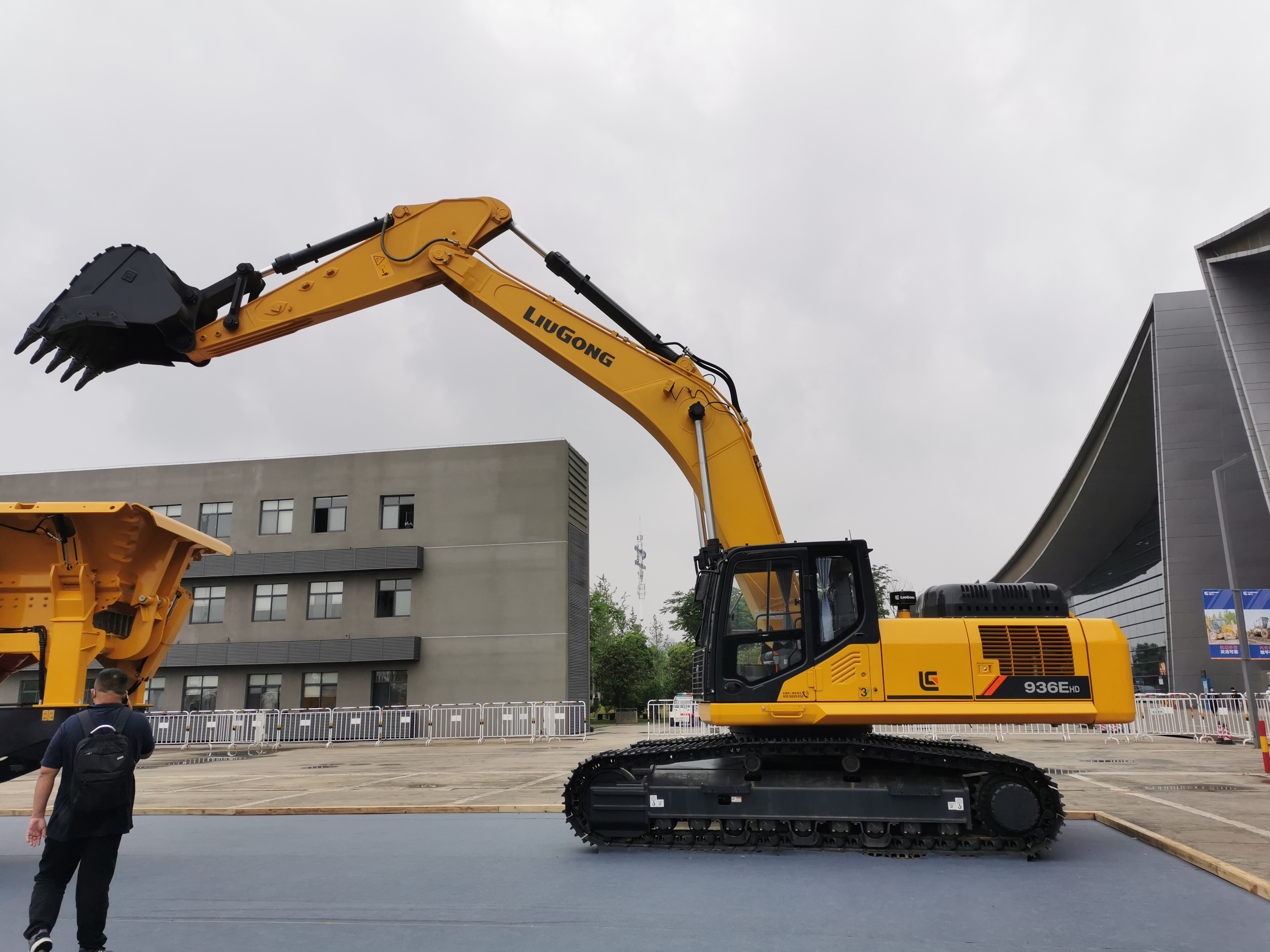
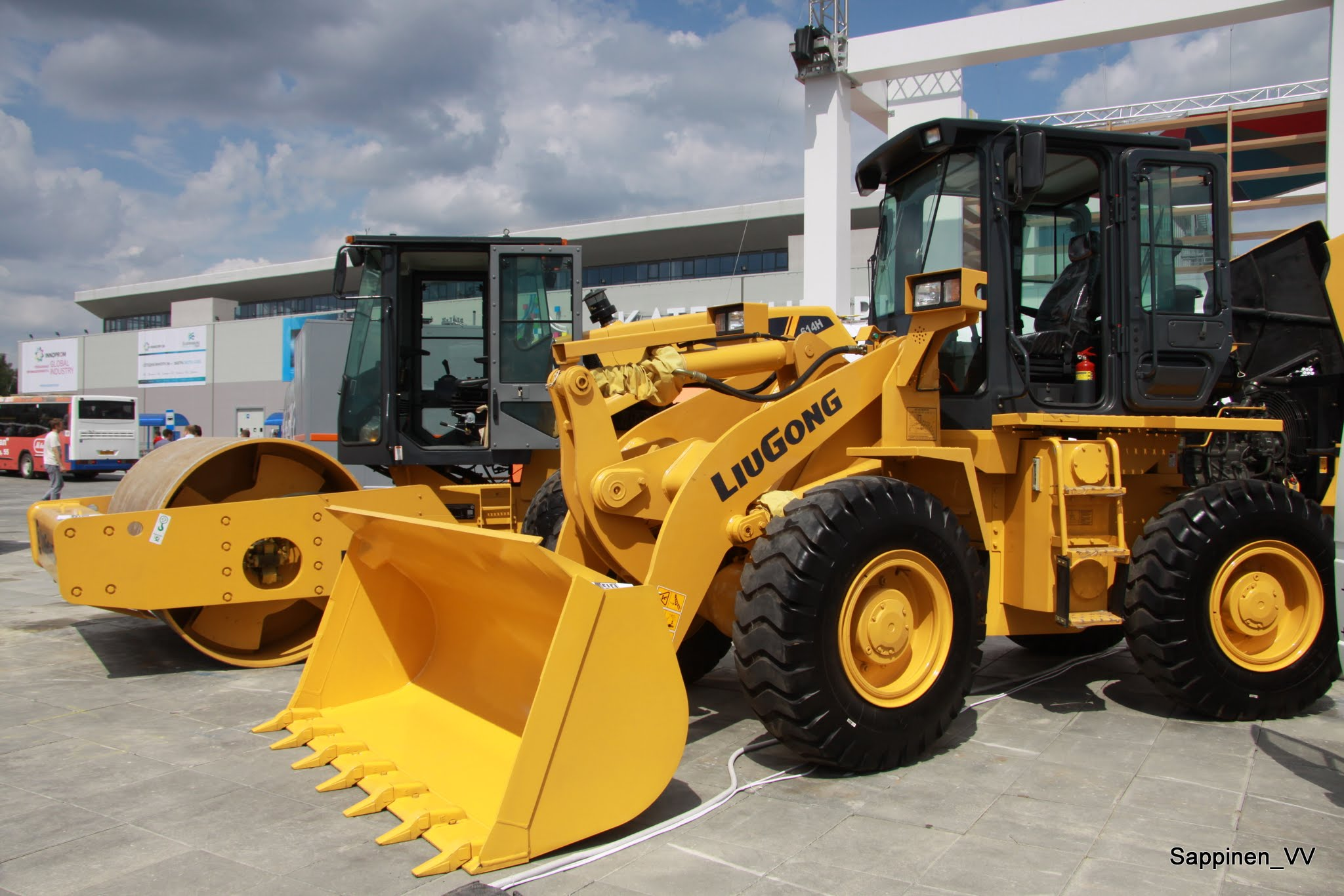
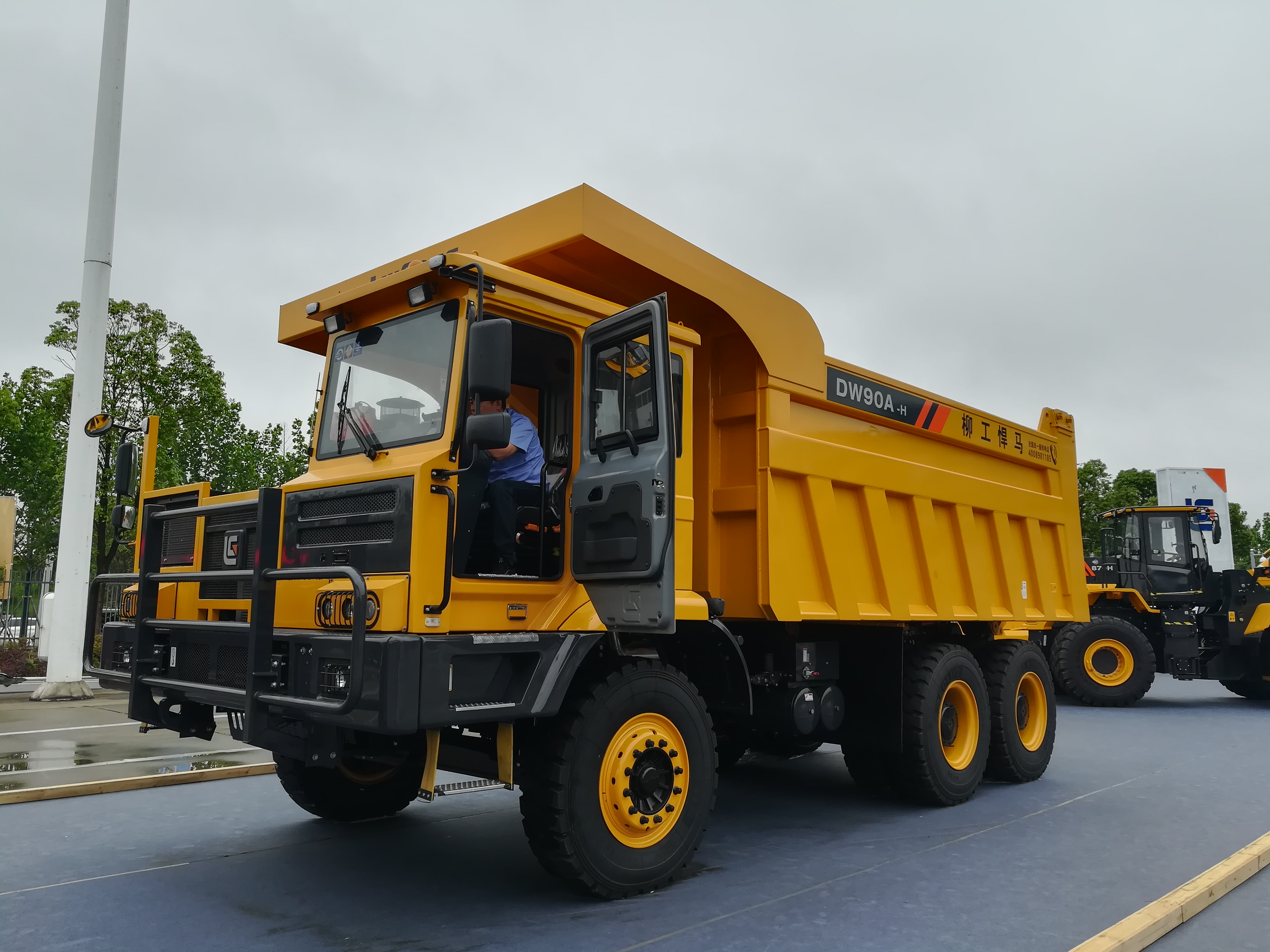
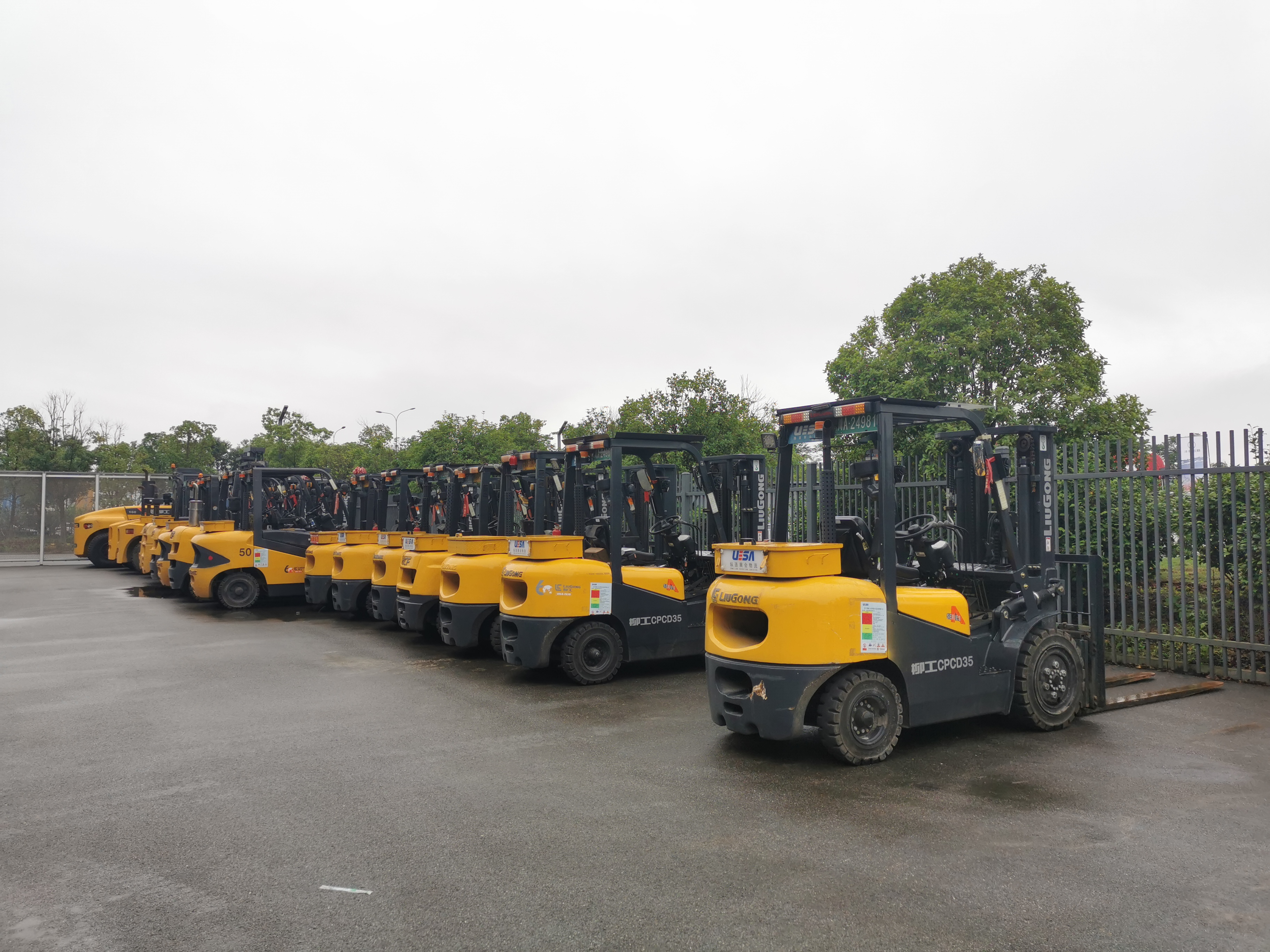
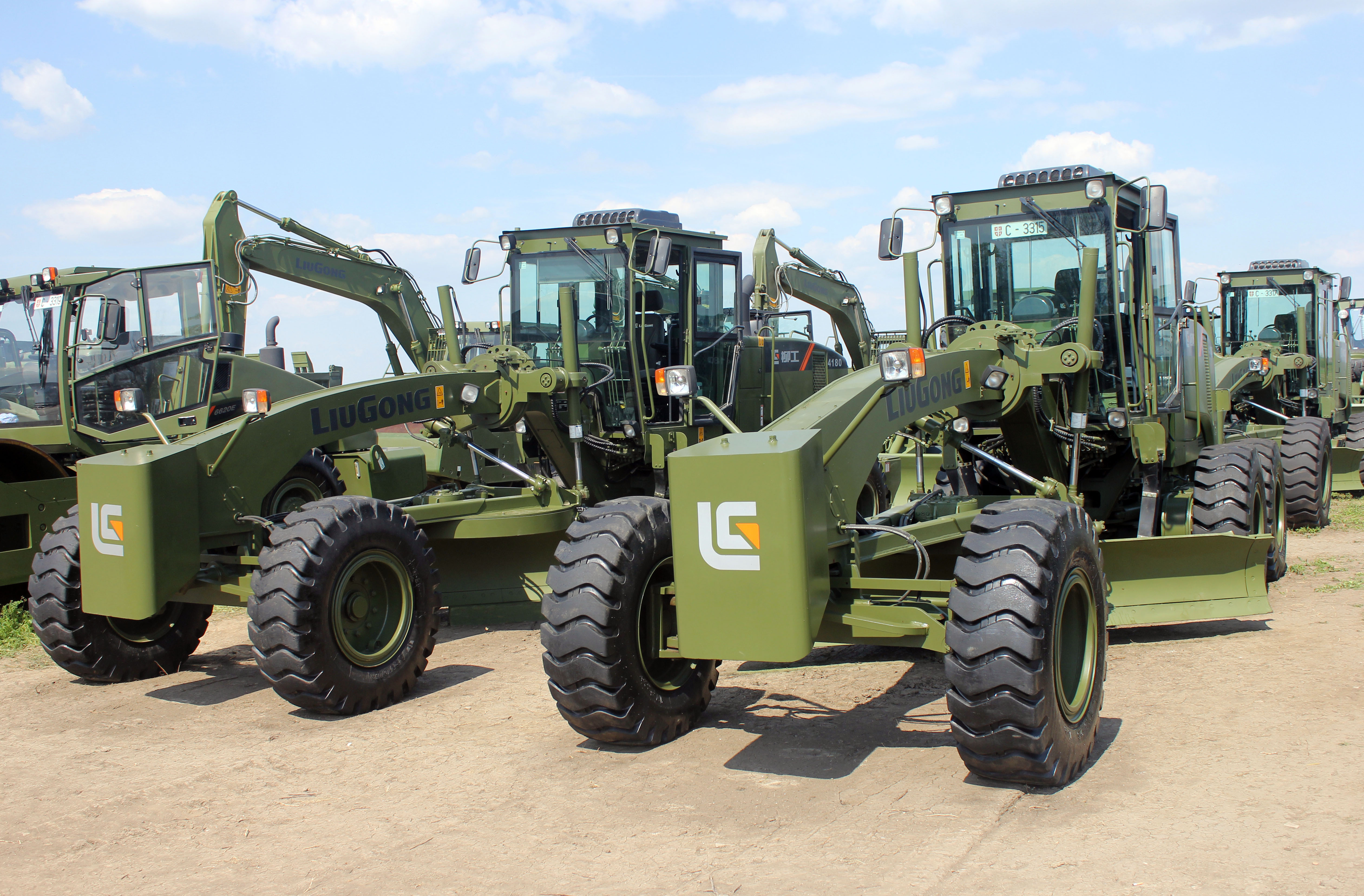
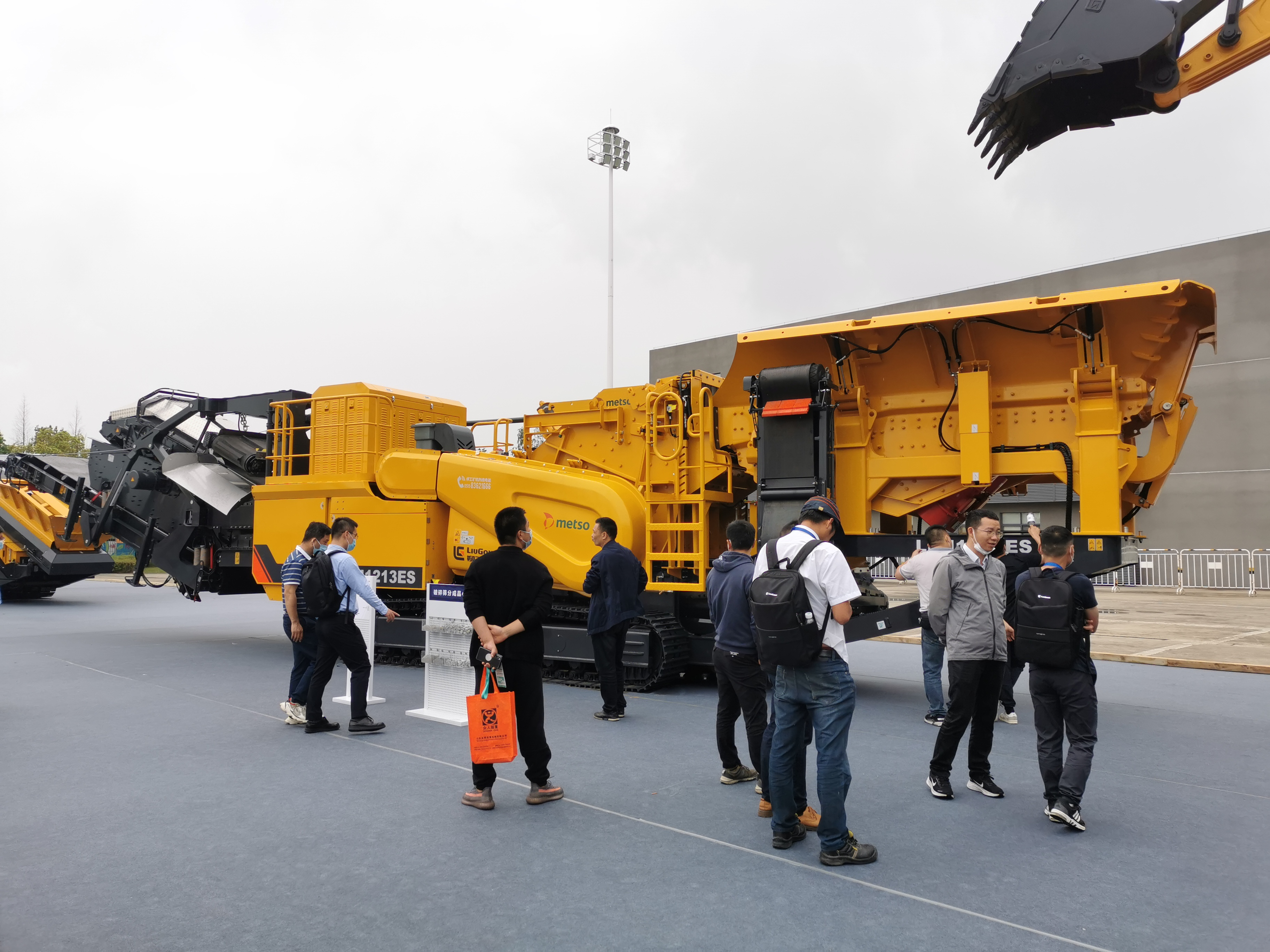
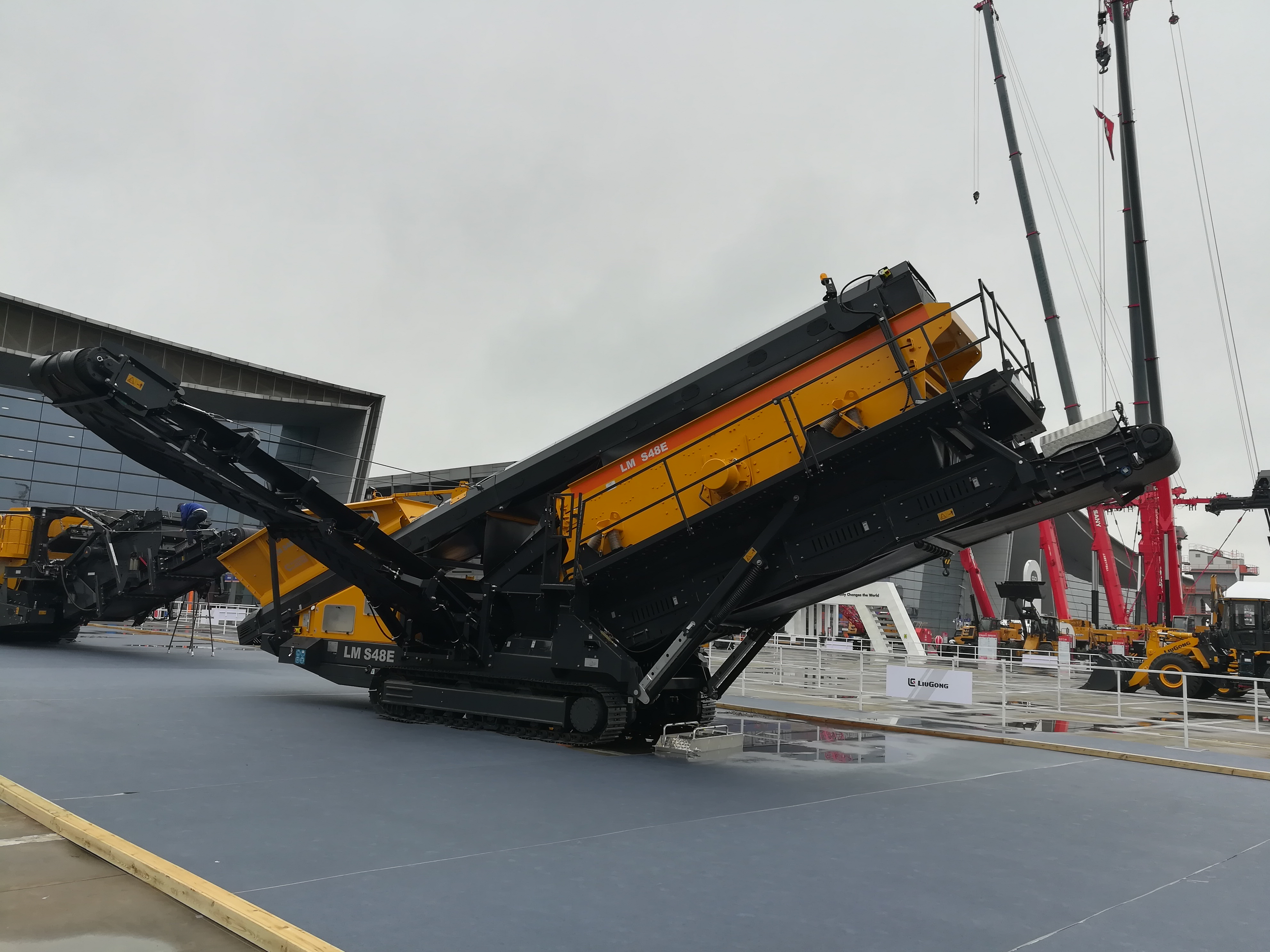

## 财务指标
2008年营业收入92.68亿元，其中海外市场实现销售收入2.16亿美元。